# Пежо тип 136
Пежо тип 136 (фр. Peugeot Type 136) је моторно возило произведено од 1911. до 1913. године од стране француског произвођача аутомобила Пежо у њиховим фабрикама у Оданкуру и Лилу. У том раздобљу је укупно произведено 235 јединица.
Возило покреће четвороцилиндрични четворотактни мотор који је постављен напред, а преко кардана је пренет погон на задње точкове. Његова максимална снага била је 19 КС и запремине 3.988 cm³.
Тип 136 је произведен у две варијанте 136 и 136 А са међуосовинским растојањм од 315 цм, дужина возила 435 цм, ширина возила 160 цм, а размак точкова 128 цм. Облик каросерије је спортски и има места за две особе, опционо за четири.